# Dorstenia bicaudata
Dorstenia bicaudata är en mullbärsväxtart som beskrevs av Albert Peter. Dorstenia bicaudata ingår i släktet Dorstenia och familjen mullbärsväxter. Inga underarter finns listade i Catalogue of Life.